# Leichtathletik-Weltmeisterschaften 2023/Teilnehmer (Estland)
| Goldmedaillen | Silbermedaillen | Bronzemedaillen |
| ------------- | --------------- | --------------- |
| —             | —               | —               |

Der Leichtathletikverband von Estland nahm an den Leichtathletik-Weltmeisterschaften 2023 in Budapest teil. Sieben Athletinnen und Athleten wurden vom estnischen Verband nominiert.

## Ergebnisse

### Männer

#### Laufdisziplinen
| Athlet        | Disziplin    | Vorlauf    | Vorlauf | Halbfinale | Halbfinale | Finale    | Finale |
| Athlet        | Disziplin    | Zeit       | Platz   | Zeit       | Platz      | Zeit      | Platz  |
| ------------- | ------------ | ---------- | ------- | ---------- | ---------- | --------- | ------ |
| Rasmus Mägi   | 400 m Hürden | 48,58 s PB | 2       | 48,30 s    | 2          | 48,33 s   | 07     |
| Tiidrek Nurme | Marathon     |            |         |            |            | 2:15:42 h | 31     |

#### Zehnkampf
| Athlet        | Disziplin | 100 m      | Weitsprung | Kugelstoßen | Hochsprung | 400 m      | 110 m Hürden | Diskuswurf | Stabhochsprung | Speerwurf  | 1500 m         | Punkte | Platz |
| ------------- | --------- | ---------- | ---------- | ----------- | ---------- | ---------- | ------------ | ---------- | -------------- | ---------- | -------------- | ------ | ----- |
| Johannes Erm  | Ergebnis  | 10,69 s PB | 7,72 m SB  | 15,38 m PB  | 1,93 m     | 47,05 s    | 14,90 s SB   | 45,09 m    | 4,90 m         | 60,56 m PB | 4:22,19 min    | 8484   | 9     |
| Johannes Erm  | Punkte    | 931        | 990        | 813         | 740        | 956        | 862          | 769        | 880            | 746        | 797            | 8484   | 9     |
| Janek Õiglane | Ergebnis  | 10,94 s SB | 7,47 m PB  | 15,08 m SB  | 2,02 m SB  | 48,41 s PB | 14,51 s      | 40,85 m SB | 5,10 m SB      | 70,45 m PB | 4:23,43 min PB | 8524   | 6     |
| Janek Õiglane | Punkte    | 874        | 927        | 795         | 822        | 889        | 910          | 682        | 941            | 896        | 788            | 8524   | 6     |
| Karel Tilga   | Ergebnis  | 10,84 PB   | 7,58 m     | 15,75 m     | 2,05 m     | 48,58 s    | 14,68 s      | 50,57 m    | 4,80 m SB      | 66,42 m SB | 4:20,73 min PB | 8681   | 4     |
| Karel Tilga   | Punkte    | 897        | 955        | 836         | 850        | 881        | 889          | 882        | 849            | 835        | 807            | 8681   | 4     |

### Frauen

#### Sprung/Wurf
| Athletin         | Disziplin  | Qualifikation | Qualifikation | Finale     | Finale |
| Athletin         | Disziplin  | Weite/Höhe    | Platz         | Weite/Höhe | Platz  |
| ---------------- | ---------- | ------------- | ------------- | ---------- | ------ |
| Elisabeth Pihela | Hochsprung | 1,89 m        | 16            | DNQ        | DNQ    |
| Gedly Tugi       | Speerwurf  | NM            | NM            | DNQ        | DNQ    |